# Sara Anzanello
Sara Anzanello (San Donà di Piave, 30 luglio 1980 – Milano, 25 ottobre 2018) è stata una pallavolista italiana, di ruolo centrale.

## Biografia
Nata a San Donà di Piave, ma cresciuta a Ponte di Piave, Sara Anzanello si avvicina sin da bambina alla pallavolo.
Mentre è in Azerbaigian, impegnata nel campionato pallavolistico locale, contrae una grave forma di epatite: viene ricoverata all'ospedale Niguarda di Milano il 13 marzo 2013, dove, pochi giorni dopo è sottoposta ad un trapianto di fegato, anche se non compatibile, che risulta riuscito.
Tra il 2014 e il 2015 fa parte dello staff tecnico del Club Italia.
Muore, all'età di 38 anni, il 25 ottobre 2018 all'ospedale Niguarda di Milano, a seguito delle complicazioni di un linfoma che le era stato diagnosticato alla fine del mese di agosto dello stesso anno.

## Carriera

### Club
La carriera di Sara Anzanello comincia nelle giovanili del Salgareda nel 1994. Nella stagione 1995-96 passa al Latisana, in Serie A2: resta nella stessa squadra anche nell'annata 1997-98 quando, a seguito della retrocessione, disputa la Serie B1.
Nella stagione 1998-99 entra a far parte della squadra federale del Club Italia. Nell'annata 1999-00 viene ingaggiata dall'AGIL, in Serie A2: con la squadra piemontese vince la Coppa Italia di Serie A2 2000-01 e ottiene la promozione in Serie A1, dove debutta nella stagione 2001-02 con lo stesso club; conquisterà successivamente la Coppa CEV 2002-03.
A seguito della cessione del titolo sportivo, nella stagione 2003-04 dell'AGIL all'Asystel, si accasa alla neonata società, sempre in Serie A1: resta legata alla club di Novara per sei annate, vincendo due Supercoppe italiane, la Coppa Italia 2003-04, la Top Teams Cup 2005-06, la Coppa di Lega 2007 e la Coppa CEV 2008-09.
Nella stagione 2009-10, campionato in cui risulterà essere la migliore giocatrice a muro con 83 punti realizzati nel corso della regular season, viene ingaggiata dal Villa Cortese, neopromossa in Serie A1, con cui, in due annate di permanenza, si aggiudica due Coppe Italia consecutivamente. Per il campionato 2011-12 si trasferisce in Azerbaigian per vestire la maglia dell'Azərreyl, in Superliqa: interrompe la sua carriera nel marzo 2013 dove aver contratto un'epatite.
Rientra in campo nella stagione 2015-16 nuovamente all'AGIL, militando però nella formazione che disputa la Serie B1 e giocando nel ruolo di opposto, rispetto a quello di centrale che ha caratterizzato la sua carriera: al termine dell'annata annuncia il suo ritiro dall'attività agonistica.

### Nazionale
Nel 1997 viene convocata nella nazionale italiana under 18 con cui partecipa nello stesso anno al campionato europeo, chiuso al quinto posto, e successivamente al campionato mondiale, dove vince la medaglia di bronzo.
Nel 1998 fa parte della nazionale under 19 aggiudicandosi la medaglia d'oro al campionato europeo, mentre nel 1999 è nella nazionale under 20, partecipando al campionato mondiale e arrivando al nono posto.
Ottiene le prime convocazioni nella nazionale maggiore nel 1998. Nel 2002 vince la medaglia dell'oro al campionato mondiale, in Germania. Nel 2004 conquista la medaglia d'argento al World Grand Prix, bissata anche nell'edizione 2005, anno in cui si aggiudica l'argento al campionato europeo. Tra il 2006, anno in cui partecipa al campionato mondiale, chiuso al quarto posto, e il 2008 ottiene tre medaglie di bronzo di fila al World Grand Prix, competizione nella quale si aggiudica il premio come miglior muro nell'edizione 2006; nel 2007, inoltre, vince la medaglia d'oro alla Coppa del Mondo, bissata anche nell'edizione successiva. Ottiene le ultime convocazioni durante il World Grand Prix 2012: nella sua carriera ha vestito la maglia azzurra per 278 volte.

## Palmarès

### Club
- Coppa Italia: 3

2003-04, 2009-10, 2010-11
- Supercoppa italiana: 2

2003, 2005
- Coppa di Lega: 1

2007
- Coppa Italia di Serie A2: 1

2000-01
- Top Teams Cup/Coppa CEV: 2

2005-06, 2008-09
- Coppa CEV: 1

2002-03

### Nazionale (competizioni minori)
- Campionato mondiale under 18 1997
- Campionato europeo under 19 1998
- Trofeo Valle d'Aosta 2004
- Trofeo Valle d'Aosta 2005
- Trofeo Valle d'Aosta 2008

## Premi individuali
- 2006 - World Grand Prix: Miglior muro
- 2010 - Serie A1: Miglior muro

## Riconoscimenti
- Il 16 luglio 2019, una targa con il nome di Sara Anzanello è stata inserita nella Walk of Fame dello sport italiano al parco olimpico del Foro Italico a Roma, riservata agli ex-atleti italiani che si sono distinti in campo internazionale[7].